# ウィルソン (コミック)
『ウィルソン』（原題: Wilson）とはアメリカ人漫画家ダニエル・クロウズによるグラフィックノベルである。2010年にドローン&クォーターリーから刊行され、2015年には中沢俊介の翻訳によりプレスポップ社から日本語版が刊行された。
厭世家の主人公ウィルソンを皮肉に描いた作品である。各1ページの短編ギャグ70編から構成されているが、それらは連続した場面を描いたものではなく、ページの間で数日から数年の時間が経つこともある。クロウズは「読者が想像する、ページとページの間で起こったことが本当のストーリーだ」と述べている。ぶしつけで横柄な人物であるウィルソンは、辟易するような不平不満を誰彼構わず言い募り、会ったばかりであっても、迷惑がられるのも意に介さない。ウィルソンはオークランド在住の離婚経験のある中年男性で、自分が孤独な独善者であり過去に捕らわれていたことに気づくことになる。

## 概要
絵柄は短編一編ごとに異なっており、クロウズおなじみの簡素な画風もあれば、より誇張の効いたカートゥーン的な描き方にもなる。ストーリーは1ページずつのセグメントに分けられ、それぞれ独立して読むこともできるが、全体として一つの物語にもなっている。
本書は厚手で重さのある紙に印刷された。過去作『ゴーストワールド』や『デイヴィッド・ボーリング』が個人誌『エイトボール』の連載が初出だったのと異なり、クロウズ初の書下ろし本である。
『ウィルソン』の着想の元になったのは、末期状態で入院していた父親とともに過ごしたことと、チャールズ・シュルツの伝記を読んだことだった。クロウズによると父親とシュルツは外見的にも人格的にも色々な点で似ていたという。クロウズは病院にスケッチブックを持参し、『ウィルソン』の構想と、後に作品の一部となる1ページ漫画数編のアイディアを得た。クロウズは後に、主人公ウィルソンを「どんなシチュエーションに置いても大丈夫で、ただ彼が言いたいことに耳を傾ければ何を書いたらいいかわかる」と評した。
本作はクロウズが脚本を書く条件でアレクサンダー・ペイン監督との間に映画化オプション契約が結ばれた。しかしペインは2014年のインタビューでプロジェクトから降りたと発言した。映画化企画はフォックス・サーチライトに引き継がれ、クレイグ・ジョンソン監督によって2015年の夏にミネソタ州ミネアポリス・セントポールで撮影が行われた。主役ウィルソンはウディ・ハレルソンが演じた。映画版『ウィルソン』は2017年に公開された。